# Zaplanje
Le Zaplanje (en serbe cyrillique : Заплање) est une région située au sud-est de la Serbie.
La localité la plus importante de la région de Zaplanje est Gadžin Han.

## Politique
Aux élections locales serbes de 2008, une liste régionale intitulée « Zaplanje moja kuća », « le Zaplanje, ma maison », a remporté 8 sièges sur 33 à l'assemblée municipale de Gadžin Han.